# Xiaogan
Xiaogan, tidigare romaniserat som Siaokan, är en stad på prefekturnivå i Hubei-provinsen i Folkrepubliken Kina. Den ligger omkring 74 kilometer nordväst om provinshuvudstaden Wuhan.

## Historia
Orten grundades som härad under Södra Songdynastin (420-479) och fick sitt nuvarande namn under senare Tangdynastin (923–936).
Under Qingdynastin (1644-1912) löd Xiaogan under prefekturen Hanyang.
1983 ombildades Xiaogan till en stad på häradsnivå och 1993 blev den en stad på prefekturnivå.

## Administrativ indelning
Xiaogan indelas i ett stadsdistrikt, som omfattar den egentliga stadskärnan, tre städer på häradsnivå och tre härad:
- Stadsdistriktet Xiaonan (孝南区)
- Staden Yingcheng (应城市)
- Staden Anlu (安陆市)
- Staden Hanchuan (汉川市)
- Häradet Xiaochang (孝昌县)
- Häradet Dawu (大悟县)
- Häradet Yunmeng (云梦县)

## Klimat
Genomsnittlig årsnederbörd är 1 301 millimeter. Den regnigaste månaden är juli, med i genomsnitt 192 mm nederbörd, och den torraste är december, med 15 mm nederbörd.